# Морозов, Александр Викторович
Алекса́ндр Ви́кторович Моро́зов — советский и российский оперный певец (бас) и музыкальный педагог, солист Мариинского театра, Российский государственный педагогический университет имени А. И. Герцена, лауреат всесоюзных и международных конкурсов, заслуженный артист России.

## Биография
Александр Морозов родился в Ленинграде 19 апреля 1953 года. В 1971 году окончил Хоровое училище имени М. И. Глинки, а в 1983 — Ленинградскую государственную консерваторию им. Н. А. Римского-Корсакова (класс Н. П. Охотникова). С 1984 года входит в состав оперной труппы Мариинского театра.
Среди партий, исполняемых в Мариинском театре:
Руслан («Руслан и Людмила»)
Князь Галицкий и князь Игорь («Князь Игорь»)
Пимен, Борис Годунов и Рангони («Борис Годунов»)
Досифей («Хованщина»)
Чернобог («Сорочинская ярмарка»)
Князь Гремин («Евгений Онегин»)
Кочубей («Мазепа»)
Сурин («Пиковая дама»)
Златогор («Пиковая дама»)
Король Рене и Эбн-Хакия («Иоланта»)
Царь Иван Грозный («Псковитянка»)
Голова («Ночь перед Рождеством»)
Морской царь («Садко»)
Царь Салтан («Сказка о царе Салтане»)
Гусляр («Сказание о невидимом граде Китеже и деве Февронии»)
Буря-Богатырь («Кащей бессмертный», концертное исполнение)
Китайский император («Соловей»)
Старый цыган, Алеко («Алеко»)
Маг Челий («Любовь к трем апельсинам»)
Илья Ростов, Кутузов, Долохов, Раевский («Война и мир»)
Доктор Фауст, Инквизитор («Огненный ангел»)
Доктор («Нос»)
Старый каторжник («Леди Макбет Мценского уезда»)
Губернатор («Мертвые души»)
Великий инквизитор («Братья Карамазовы»)
Родольфо («Сомнамбула»)
Дон Базилио («Севильский цирюльник»)
Захария («Набукко»)
Доктор Гранвиль («Травиата»)
Бас (сценическая версия Реквиема Верди)
Великий инквизитор («Дон Карлос»)
Царь Египта и Рамфис («Аида»)
Тимур («Турандот»)
Мефистофель («Фауст»)
Эскамильо («Кармен»)
Коппелиус и Миракль («Сказки Гофмана»)
Фигаро («Свадьба Фигаро»)
Командор («Дон Жуан»)
Доннер и Фазольт («Золото Рейна»)
Иоканаан («Саломея»)
Архиепископ («Король Рогер»)
Доктор Коленатый («Средство Макропулоса»)
Тезей («Сон в летнюю ночь»)
Кроме того, репертуар певца включает басовые партии в Реквиеме Моцарта, Реквиеме Верди, «Военном реквиеме» Бриттена и Тринадцатой симфонии Шостаковича, а также концертные программы из народных песен и произведений русской и зарубежной классики.
С труппой Мариинского театра Александр Морозов гастролировал в Германии, Франции, Италии, Японии, США, Израиле, Швейцарии, Нидерландах, Великобритании, Люксембурге, Швеции, Аргентине и Чили, принимал участие в Эдинбургском фестивале, Зальцбургском фестивале, фестивалях в Савонлинне и Миккели (Финляндия). Как приглашенный солист певец выступает в Королевском оперном театре Ковент-Гарден, Опера Бастиль, Метрополитен-опера, Арена ди Верона, Театро Колон (Буэнос-Айрес), Израильском национальном оперном театре (Тель-Авив), Шотландском оперном театре, оперных театрах Амстердама, Сан-Диего, Сиэтла, Сан-Франциско; участвует в спектаклях и концертах, проводящихся в рамках Зальцбургского фестиваля, Московского Пасхального фестиваля и фестиваля «Флорентийский музыкальный май». Работал со многими выдающимися современными дирижёрами, среди которых Клаудио Аббадо, Валерий Гергиев, Одиссей Димитриади, Юрий Темирканов, Марк Эрмлер, Александр Лазарев, Владислав Чернушенко, Александр Дмитриев, Евгений Колобов, Микеланджело Вельтри и Саулюс Сондецкис.
Александр Морозов ведет активную педагогическую деятельность. Он является доцентом РГПУ им. А. И. Герцена и даёт мастер-классы в Санкт-Петербурге.
Дискография певца включает записи опер «Борис Годунов», «Война и мир», «Кащей бессмертный», «Любовь к трем апельсинам», «Король» Джордано (Nautilus; Милан — Санкт-Петербург, дирижёр — Станислав Горковенко, 1999), а также диск «Классические русские романсы» (Philips Classics). Александр Морозов снимался в телевизионных версиях опер «Риголетто» и «Кащей бессмертный». О его творчестве снят телефильм «Утро туманное» (Лентелефильм) и фильм «Поет Александр Морозов» из цикла «Звезды Мариинской оперы». Также Александр Морозов озвучил роль Актера в фильме «Видримасгор, или История моего космоса», получившем премию «Золотая ладья» на XVII фестивале российского кино «Окно в Европу».

## Рецензии
- «Выдающийся бас Кировского театра Ленинграда Александр Морозов впечатляюще пел заглавную роль. Фактура его голоса — богата и объемна, и его актерский стиль впечатлил своими деталями и энергией. Его Борис был не сумасшедшим Борисом, а Борисом с глубоко обеспокоенной совестью.»
The San Diego Union  (23 октября 1989)
- «Вершиной стал рассказ Пимена, которого убедительно представил Александр Морозов. Все эти успехи певцов были встречены соответствующе громкими и долгими аплодисментами.»
OO Nachrichten (5 августа 1997)
- «Был также шикарный Пимен, энергичный, Александра Морозова (певца из Мариинского)»
Expresso (Португалия, 2001)

## Награды и звания
- Лауреат Международного конкурса им. П. И. Чайковского — I премия, золотая медаль и специальный приз (Москва, 1986)
- Лауреат Международного конкурса в Рио-де-Жанейро — Гран-при (1983)
- Дипломант Всесоюзного конкурса вокалистов им. М. И. Глинки (Минск, 1981)
- Заслуженный артист Российской Федерации (2002)
- Медаль ордена «За заслуги перед Отечеством» II степени (2008)